# Canton de Marquay
Le canton de Marquay est un ancien canton français du département de la Dordogne. Il faisait partie du district de Sarlat. Le canton avait pour chef-lieu Marquay.

## Histoire
Le canton de Marquay est créé en 1790 sous la Révolution en même temps que les départements. Il dépend du district de Sarlat jusqu'en 1795, date de suppression des districts.
Lorsque ce canton est supprimé par la loi du 8 pluviôse an IX (28 janvier 1801)  portant sur la « réduction du nombre de justices de paix », ses communes sont alors majoritairement intégrées au canton de Sarlat, hormis Sireuil, Tayac et Tursac rattachées au canton de Saint-Cyprien. Ces deux cantons dépendent de l'arrondissement de Sarlat.

## Composition
- Allas-l'Évêque[2]
- Marcillac[3]
- Marquay[1]
- Saint-Quentin[4]
- Sireuil[5]
- Tamniès[6]
- Tayac[7]
- Tursac[8]